# Calcinus californiensis
Calcinus californiensis is een tienpotigensoort uit de familie van de Diogenidae. De wetenschappelijke naam van de soort is voor het eerst geldig gepubliceerd in 1898 door Bouvier.